# Danny Eichelbaum
Danny Eichelbaum (né le 25 décembre 1973 à Treuenbrietzen) est un homme politique allemand (CDU). Il est membre du Landtag de Brandebourg depuis 2009. 

## Biographie
De 1980 à 1990, Eichelbaum étudie au lycée polytechnique de Jüterbog. En 1992, il terminé ses études secondaires dans la même ville avec l'Abitur. De 1992 à 1998, il étudie à l'Université européenne Viadrina de Francfort-sur-l'Oder puis à l'Université de Potsdam, où il passe son premier examen d'État. Il effectue son stage juridique auprès de Peter-Michael Diestel, entre autres. En 2001, il passe le deuxième examen d'État et travaille depuis lors comme avocat. 
De 2001 à 2009, il travaillé comme chef de bureau du député du Bundestag, Katherina Reiche . 
Il est célibataire et vit à Jüterbog. 

## Politique
Depuis 1992, Eichelbaum est membre de la CDU et depuis 1993, il est également membre du bureau exécutif de la CDU Teltow-Fläming. À partir de 1995, il est vice-président de cette association avant d'être élu président en 2005. Il est membre du conseil de l'arrondissement de Teltow-Fläming depuis 1998 et y est devenu président de son groupe parlementaire en 2003. Eichelbaum est également membre du conseil municipal de Jüterbog de 1998 à 2012. 
Pour les élections régionales en Brandebourg du 27 septembre 2009, Eichelbaum se présente dans la circonscription de Teltow-Fläming I et entre au Landtag par le biais de la liste régionale. Au cours de la cinquième législature, il est membre à part entière de la commission des affaires juridiques, de la commission d'élection des juges et de la commission de contrôle parlementaire, il est également le porte-parole de son groupe parlementaire en matière de politique juridique. Depuis juillet 2011, Eichelbaum est président du groupe de travail des juristes démocrates-chrétiens du Brandebourg. En novembre 2011, il prend la présidence de la commission des affaires juridiques du Landtag de Brandebourg. À sa propre demande, il démissionne de ce poste en janvier 2014. 
Au cours de la 7e législature du Landtag de Brandebourg, Eichelbaum est membre à part entière de la commission des affaires juridiques ainsi que de la commission de l'agriculture, de l'environnement et de la protection du climat, de la commission des affaires européennes et de la politique de développement et de la commission de l'élection des juges. Il est également le porte-parole de la politique juridique de son groupe parlementaire. 
En juin 2019, les conseillers de l'arrondissement élisent Danny Eichelbaum comme nouveau président du conseil de l'arrondissement de Teltow-Fläming, et les conseillers municipaux de Jüterbog l'élisent président du conseil municipal. 
Depuis août 2019, Eichelbaum est membre du conseil d'administration de l'Association du district de Brandebourg. 
En novembre 2019, le groupe parlementaire CDU du Brandebourg l'a élu vice-président. 
En avril 2013, Eichelbaum est élu président de l'Association de lutte du Brandebourg. Danny Eichelbaum est membre de l'Association des officiers de marine (MOV) depuis 2015. 